# Астрофизика (КА)
Астрофизика (Космос-1066) — советский искусственный спутник Земли, запущенный в космос 23 декабря 1978 года ракетой-носителем Восход-2М с космодрома Плесецк.
Точные цели спутника пока не установлены. Название Астрофизика предполагало возможную полезную нагрузку для проведения астрофизических исследований, но никаких научных результатов опубликовано не было.

## Конструкция
Космический аппарат был создан на платформе Метеор с установленным на нём стационарным плазменным двигателем СПД-50 для проведения орбитальных маневров. Это был второй спутник СССР с электрическим двигателем.
Содержание полезной нагрузки не разглашалось, но в некоторых источниках предполагается, что на спутнике были специальные оптические приборы для наблюдения за искусственно созданными «источниками света» на Земле. Было высказано предположение, что спутник предназначался для военных целей, возможно, в связи с лазерными испытаниями, или для проведения лазерной локации в рамках испытания электрического двигателя.